# Harry Londy
Harry Londy, hellenisiert Charalampos Leontarakis, (* 9. Dezember 1988 in Brisbane) ist ein griechisch-australischer Squashspieler.

## Karriere
Harry Londy spielte 2009 erstmals auf der PSA World Tour. Seine höchste Platzierung in der Weltrangliste erreichte er mit Rang 248 im Dezember 2016. Mit der griechischen Nationalmannschaft nahm er 2015 an der Europameisterschaft teil. Im Einzel vertrat er Griechenland bei den Europameisterschaften 2015 und 2016, bei denen er jeweils in der ersten Runde ausschied. Er wurde 2013, 2015 und 2018 griechischer Meister.

## Erfolge
- Griechischer Meister: 3 Titel (2013, 2015, 2018)